# Кинези у Републици Српској
Кинези у Републици Српској (кин: 中國人 在 塞族共和國) су грађани кинеског поријекла и кинеске етничке припадности, који живе и раде на територији Републике Српске. Кинези су на просторе Републике Српске почели да долазе у врмену Социјалистичке Југославије, првенствено као трговци и власници трговачки радњи. Крај 20. вијека и почетак 21. вијека су обиљежили велики број кинеских досељеника у Републику Српску. Сви градови и већа насељена мјеста су имали кинеске радње, а број кинеза је рапидно растао. Појавом комерцијалних тржних центара, инетересовање за кинеску робу је опало, па су се Кинези дјеломично вратили у своју земљи, док је мали број остао у Републици Српској.
Кинези немају статус службене националне мањине у Републици Српској, а сходно томе немају представнике и делегате у Вијећу народа Републике Српске, Савјету националних мањина и Савезу националних мањина.

## Историјат
Кинези су у ове просторе почели да досељавају крајем 20. вијека и почетком 21. вијека. Иако их је већина дошла због посла, кинески досељеници остајали су трајно и започињали један нови живот. Кинези су доселили у бројне градове широм Републике Српске, док је највећи број примјетан у највеће граду Српске, Бања Луци. Њихово најпознатије занимање је трговина. Поред трговине, Кинези се у Републици Српској баве разним занимањима. У Бијељини се одређен број бави пољопривредом, док је у Модричи кинеска породица имала фарму свиња. Све више је оних који се баве производњом и узгојем кинеске хране и зачина. Прва кинеска породица дошла је у Бањлуку 1999. године, када су отворили трговачку радњу, коју посједују и данас. Број Кинеза у Бањалуци је тада почео нагло расти, да би се посљедњх година, због повратка у родну земљу смањио.
Током 2017. године двије кинескиње су уписане у основну школу у Козарској Дубици. У зворничком породилишту је током 2020. године забиљежено неколико порађаја кинескиња. Највећи број припадника кинеског народа у Републици Српској, као и у цијелој БиХ је просутан на територији Брчког, гдје су током пандемије Корона вруса 2020. скупили значајна средства и донирал брчанским здравственим установама.
Након проглашења пандемије вируса Корона, Кина је послала контигент заштитне медицинске опреме из коју је Влада Републике Српске купила за здравствени систем Републике Српске, с циљем спречавња ширења вируса корона. Кинези који живе у Републици Српској и Федерацији БиХ исказали су своју хуманост, донирајући медицинску опрему здравственом систему Републике Српске. Институт за јавно здравство Републике Српске добио је донацију од 12.000 хируршких маски, коју су уручили представници грађана Народне Републике Кине који већ више од 10 година живе и раде у Републици Српској.

## Религија
Кинези у Републици Српској, као и већина њихових сународника, у матичној земљи, као и широм свијета су припадници кинеске народна религија укључујући Таоизам и Хришћанство, или су нерелигиозни.

## Култура
Припадници кинеског народа у Републици Српској, труде се да кроз своје активности задрже традионални начин живота, обичаје, културу и кухињу као у матичној земљи.
На Филозофском факултету Универзитета у Источном Сарајеву, након отварања Катедре за Синологију и Студијског одсјека за кинески језик, кинески професори су постали редовни наставни кадар у Републици Српској, а својим доласком у Источно Сарајево постали главна окосница развоја кинеске културе у овом граду. У Источном Сарајеву се редовно одржавају културне манифестације посвећене кинеском народу, историји и култури, а Матична библиотека посједује и Кинеску читаоницу са фондом књижног материјала који броји преко 1.000 јединица. Као резултат популаризације кинеске културе и лакшег зучавања језика у Источном Сарајеву је отворен Кутак кинеске културе, поставка кинеских умјетничких и историјских вриједности у фоајеу Филозофског факултета Универзитета у Источном Сарајеву која јеодраз је подршке амбасаде Народне Републике Кине јединој Катедри за Синологију у Републици Српској и Филозофском факултету Универзитета у Источном Сарајеву.
При бањалучком универзитету на Факултету политичких наука отворен је Конфуцијев институт, као резултат дугогодишње сарадње Народне Републике Кине и Републике Српске, и све веће популаризације кинсеске културе у Српској. Предности овог института су бесплатно похађање курсева кинеског језика, изучавање културе, посјета Кини ради усавршавања, сарадња са кинеским факултетима и размјена студената. Поводом обиљежавања Међународног дана Конфуцијевих института 2019. године, у склопу бањалучког огранка је отворена и Дао башта која ће служити његовим полазницима и студентима који буду изучавали кинески језик да науче нешто више о култури, традицији и обичајима Кине. У организацији Конфуцијевог института из Бањалуке, сваке године се на пригодан начин обиљежи Кинеска нова година. Кинеска Нова година или Празник прољећа, у Бањалуци се обиљежава програмом, који изводе полазници Конфуцијевог института Бањалучког универзитета, те студенти и ученици основних и средњих школа са којима Конфуцијев институт сарађује. Празник прољећа у Кини се традиционално обиљежава у кругу породице, уз богату празничну трпезу, која симболизује здравље, изобиље и благостање у новој години. Киинез широм Српске обиљежавају своју нову годину, спремајући традционална јела, без којих не може проћи обиљежавање било ког кинеског празника.
Као посљедица изучавања кинеског језика на Универзитету у Источном Сарајеву, основне школе су почеле да уводе тај језик у свој образовни систем, па је данас могуће за основношколце да у склопу редовних предмета имају и Кинески језик. Влада Републике Српске је током мјесеца јуна 2019. године усвојила Информацију о увођењу кинеског језика у школе чиме је створена формална основа за изучавање кинеског језика у образовном систему Републике Српске. У Основној школи „Свети Сава“ у Источном Новом Сарајеву отворена је прва учионица за учење кинеског језика у Републици Српској. Ријеч је о почетку значајног пројекта који ће бити велики корак ка зближавању народа Српске и Кине. Након овога, учионица за изучавање кинеског језика је отворена и у Добоју.
Током 2021, кинеска култура се проширила на још један град Српске. На самом југу Српске, у Требињу, а у склопу градске библиотеке отворен је Кинесски културни центар, први овакве врсте у Републици Српској. Центар нуди широки спекар могућности изучавања кинеске културе, историје и традиције.

## Удружења
У Републици Српској, постоје два удружење, које окупљају припаднике кинеског народа, као и поштоваоце кинеске, историје и културе, У Бања Луци је активно Удружење пријатеља Народне Републике Кине и Босне и Херцеговине. Удружење је основано 1997. и окупља више од 100 чланова. Током мјесеца марта 2016. године у Источном Сарајеву је свечано представљено Друштво српско-кинеског пријатељства Републике Српске. Циљ оснивања Удружења је јачање веза између Кине и Републике Српске као и побољшање сарадња на плану културе, науке, на педагошком плану, али и на унапрјеђењу економских и пословних веза.

## Распрострањеност
По попису становништва 2013. у Босни и Херцеговини, а према подацима које је издала Агенција за статистику Босне и Херцеговине у Републици Српској је живјело 173 Кинеза. Припадници кинеске популације у Републици Српској су пописани у двије категорије, као Кинези, којих је било 126 и као Хан (Кинези) којих је било 47.

## Значајне личности
- Лио Ботао, доктор традиционалне кинеске медицине, који је дуго година имао ординацију у Бањалуци.[22]
- Мин Линг Ву, први кинески трговац у Бањалуци, који је са породицом дошао 1999. године.[3]
- Веи Дунг (Wei Dong), професор на катедри за синологију, Филозофског факултета универзитета у Источном Сарајеву.
- Јуе Јоуси (Yue Youxi), професор на катедри за синологију, Филозофског факултета универзитета у Источном Сарајеву.
- Веи Сјенђуен (Wei Xianjun), професор на катедри за синологију, Филозофског факултета универзитета у Источном Сарајеву.
- Цуеј Сјуџунг (Cui Xiuzhong), професор на катедри за синологију, Филозофског факултета универзитета у Источном Сарајеву.
- Јинг Цао, Директор Конфуцијевог института Универзитета у Бањалуци.[13]